# Röda Roboten Animation
Röda roboten animation är ett svenskt företag som gör kortfilmer, reklamfilmer och vinjetter.
Företaget drivs av regissörerna Anna Hansson Erlandsson, Staffan Erlandsson. Några av företagets filmer är kortfilmerna om Jack & Pedro, Ballerinagrodan och serien Kom Ketchup, så går vi. Företaget har också producerat vinjetter till en rad barnprogram som Junk, Philofix och Värsta Bråket.